# دریاچه اورنوس
دریاچه اورنوس (به ایتالیایی: Lago d'Averno) یک دریاچه دهانه آتشفشانی در ایتالیا است که در کامپانیا واقع شده‌است.